# 卡片遊戲

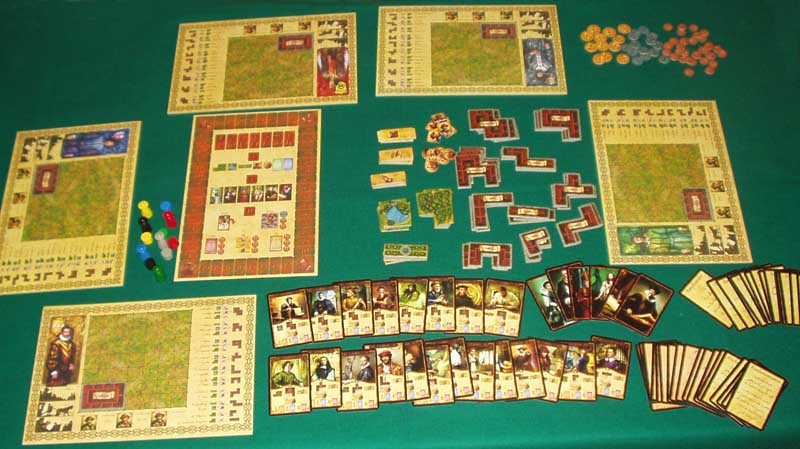
卡片遊戲

卡片遊戲又稱卡牌遊戲或紙牌遊戲，是一種桌上遊戲，廣義上是指使用遊戲牌來進行遊戲的總稱。狹義上則是指使用撲克牌的遊戲。
據推測歐洲首次出現卡片遊戲可能是在14世紀義大利。雖然常被誤認是塔羅牌的一部份轉變成為撲克牌，但事實上正好相反。
然而這段說法并不绝对正確。卡牌遊戲的起源被認為是多方面的，也與阿拉伯人的興起有關，但確切的起源目前尚不清楚。卡牌遊戲有許多不同的起源，並在不同的地區和文化中發展。
可以確定的是「卡牌遊戲」的起源可以追溯到19世紀中期，最早被記錄的卡牌遊戲是「橋牌」。隨著遊戲的不斷發展，越來越多的卡牌遊戲出現，例如「魔術師」和「撲克牌」。隨著電子遊戲的興起，現代卡牌遊戲也在不斷發展，其中包括許多電子版本的傳統卡牌遊戲以及新的數字卡牌遊戲。
1990年代起，出現了能夠由個人在限定範圍內自由地製作卡片牌組來進行對戰的交換卡片遊戲。一般認為1993年問世的《魔法風雲會》是這股潮流的先驅。
卡牌遊戲在電玩遊戲裡也大為流行，不管是機上遊戲或者手機遊戲上，玩家在遊戲機制中，收集卡片，進行戰鬥或者互換等各種目的。

## 撲克牌遊戲
| 撲克牌遊戲 | 撲克牌遊戲 | 撲克牌遊戲 |
| ---------- | ---------- | ---------- |
| 撲克       | 德州撲克   | 抽鬼牌     |
| 橋牌       | 吹牛       | 九九       |
| 排七       | 傷心小棧   | 鬥地主     |
| 大富豪     | 廿一點     | 撿紅點     |
|            | 升级       | 十點半     |
| 红5        | 拱豬       | 十三張     |
| 梭哈       | 24點       |            |

## 专用卡片遊戲
- 歌留多
- 花札
- UNO
- 五行戰鬥牌
- 水瓶座
- 種豆
- Bang!
- 誰是牛頭王
- 三國殺
- Victory 3
- 大富翁Deal
- Stockey
- 三國戰牌
- 風聲
- Face Friend
- 狼人 (遊戲)
- 坦克世界：将军
- 神奇形色牌
- 泯滅人性卡片
- 盜夢都市
- 爐石戰記
- UNO Flip

## 集换式卡牌游戏
- 魔法風雲會
- 水瓶戰記
- GUNDAM大戰，或稱「GUNDAM WAR」
- 数码宝贝卡片游戏
- 寶可夢集換式卡牌遊戲
- Battle Spirits系列
- 甲蟲王者系列（需配合專用街機）
- 遊戲王卡
- 恐龍王
- 決鬥王
- 爆丸系列（需配合爆丸玩具）
- 假面騎士系列（需配合專用街機）
- 光之美少女系列（需配合專用街機）
- 星光系列（需配合專用街機）
- 卡片戰鬥先導者系列
- 三國志大戰TCG
- Weiβ Schwarz(黑與白)
- 正邪決(LegendaryClash)